# Brewstervinkel

Inkommande opolariserat ljus från vänster. Det reflekterade ljuset är helt polariserat och det transmitterade är delvis polariserat. Vinkeln mellan det transmitterade och det reflekterade ljuset är vid brewstervinkeln 90°.

Brewstervinkeln eller polariseringsvinkeln, anger för opolariserat ljus som når en gränsyta mellan två medium, den speciella infallsvinkel för vilken allt reflekterat ljus är polariserat. Polarisationsriktningen kommer att ligga vinkelrätt mot det plan som innehåller den infallande strålen och normalen mot gränsytan. 
Om däremot det infallande ljuset är polariserat och polarisationsriktningen ligger i det plan som innehåller den infallande strålen och ytnormalen, kommer inget ljus att reflekteras - allt kommer att transmitteras genom materialet. Varken för större eller mindre vinklar än Brewstervinkeln kommer ovanstående fenomen att uppträda. 
När infallsvinkeln (och därmed reflektionsvinkeln) är lika med Brewstervinkeln, kommer vinkeln mellan reflekterad stråle och transmitterad stråle att vara rät. Utifrån detta faktum kan fenomenet förstås om man antar att både den reflekterade och den transmitterande strålen alstras av en dipol som har bringats i svängning av det infallande ljuset. Den transmitterade strålen har en polarisationsriktning som är identisk med dipolens riktning, och är därmed vinkelrät mot dess utbredningsriktning. Skulle en reflekterande stråle alstras av samma dipolrörelse, och därtill utbreda sig vinkelrätt mot den transmitterade strålen, då skulle den bli longitudinell, vilket inte är förenligt med villkoren för utbredning av elektromagnetisk strålning.  
Brewstervinkeln för ett visst material kan beräknas med formeln:
{\displaystyle \theta _{B}=\arctan \left({\frac {n_{2}}{n_{1}}}\right),}
där θB är Brewstervinkeln och n1 samt n2 är brytningsindex för de aktuella materialen.
Brewstervinkeln är uppkallad efter den skotske fysikern Sir David Brewster (1781–1868).